# Christiaan Messemaker
Christiaan Messemaker (Gouda, 24 de maig de 1821 - 16 de novembre de 1905) fou un jugador d'escacs neerlandès, fundador del primer club d'escacs dels Països Baixos, el Messemaker 1847, i dues vegades campió d'escacs (no oficial) neerlandès.

## Orígens
Messemaker va néixer dies després que se celebrés el matrimoni dels seus pares, Jacobus Messemaker i Mary Prince. El seu pare va morir quan ell tenia catorze anys i la seva mare va tornar a casar-se el 1836 amb el minorista de tabac Josuwa van der Zwalm, de Gouda. Christiaan Messemaker va seguir els passos del seu padrastre i gestionà també un estanc a Gouda. Es casà Ida Alida Welter el 29 de març de 1843. Va morir el 1905, als 84 anys, a Gouda, la ciutat on havia viscut sempre.

## Creació del primer club d'escacs dels Països Baixos
El dia del seu aniversari, el 1847, Messemaker va fundar el primer club d'escacs dels Països Baixos amb el nom de Vriendentrouw. El club incloïa també, inicialment, activitats de Joc de cartes i de Dames. El 1870 el club, ja només d'escacs, canvià el nom pel de Palamédes. En homenatge al seu creador, el club va canviar de nom el 1886 per passar a dir-se Messenmaker. Finalment, el 1993 el club va canviar el seu nom i passà a ser nomenat Messenmaker 1847, que és com es diu actualment.

## Resultats destacats en competició
Messemaker era, a mitjans del segle xix el jugador d'escacs més fort dels Països Baixos, i va jugar diverses partides contra l'alemany Adolf Anderssen, considerat per molts el millor jugador del món de l'època.
Fou dos cops campió d'escacs (no oficial) dels Països Baixos, els anys 1882 a La Haia i 1884 a Gouda.